# Moeurs et coutumes en Australie
Moeurs et coutumes en Australie è un cortometraggio muto del 1907. Il nome del regista non viene riportato nei credit del film, un documentario girato in Australia.

## Trama
Panorama sul Hawkesberry River e sul ponte di acciaio che lo attraversa. A Melbourne, una via piena di traffico. Alcuni esempi di aborigeni, uno dei quali lancia un boomerang. Un grande allevamento di struzzi dove si chiudono gli uccelli in un angolo per poter strappare loro le piume dalla coda. L'uccisione di decine di conigli che infestano e distruggono i raccolti. Cavalli selvaggi e cowboy che cercano di domarli.

## Produzione
Il film fu prodotto dalla Pathé Frères.

## Distribuzione
Distribuito dalla Pathé Frères, il documentario - un cortometraggio di 155 metri - uscì nelle sale francesi nel 1907. La Pathé lo distribuì anche negli Stati Uniti, dove venne importato e presentato il 21 dicembre 1907 con il titolo inglese Manners and Customs of Australia.